# Toshimi Kitazawa

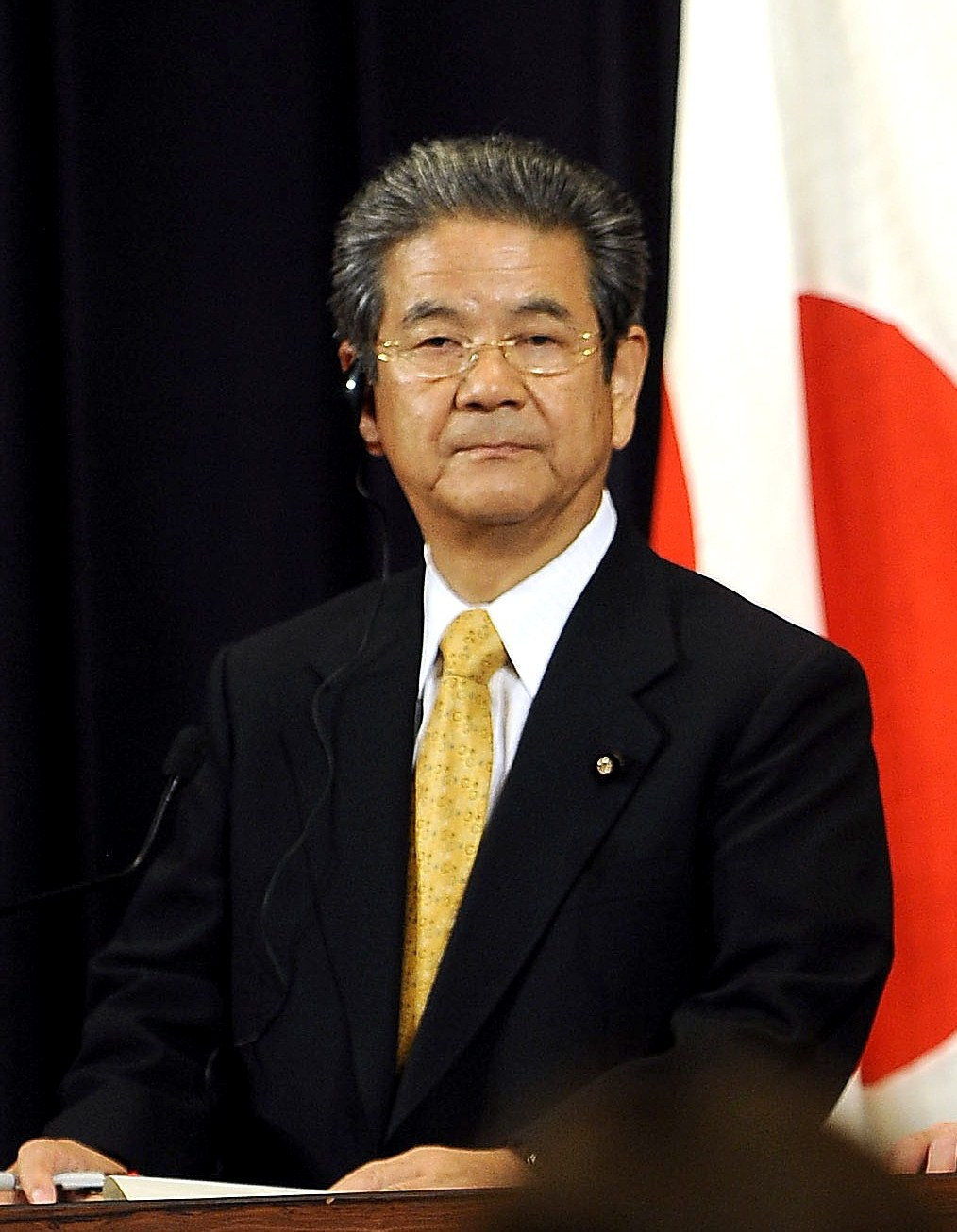
Kitazawa im Oktober 2009

Toshimi Kitazawa (jap. 北澤 俊美, Kitazawa Toshimi; * 6. März 1938 in Nagano, Präfektur Nagano) ist ein ehemaliger japanischer Politiker (Liberaldemokratische Partei→Erneuerungspartei→Neue Fortschrittspartei→Taiyōtō→Minseitō→Demokratische Partei (Hata-Gruppe)→Demokratische Fortschrittspartei), von 1992 bis 2016 Abgeordneter im Sangiin, dem Oberhaus des Nationalparlaments, für die Präfektur Nagano und von September 2009 bis September 2011 Verteidigungsminister seines Landes, zuerst im Kabinett Hatoyama, dann im Kabinett Kan.
Kitazawa wurde 1938 in Kawanakajima-machi, Nagano geboren. Nach seinem Studium der Rechtswissenschaft an der Waseda-Universität arbeitete er zunächst als Angestellter in Tokio. Ab 1975 gehörte er für fünf Legislaturperioden in Folge dem Präfekturparlament Nagano an. 1992 wurde er als Kandidat der Liberaldemokratischen Partei (LDP) für Nagano (zwei Mandate pro Wahl) ins Sangiin gewählt und gehörte danach der Erneuerungspartei, der Neuen Fortschrittspartei, der „Sonnenpartei“ und schließlich ab 1998 der Demokratischen Partei an, für die er 1998 und 2004 wiedergewählt wurde. 1994 wurde er im Kabinett Hata parlamentarischer Staatssekretär (seimujikan) im Ministerium für Landwirtschaft, Forsten und Fischerei.
Im Sangiin war Kitazawa unter anderem Vorsitzender des Ausschusses für Staatsland und Verkehr (2001), des Ausschusses für grundlegende nationale Politik (kokka kihon seisaku, 2004) und des Ausschusses für Auswärtige Angelegenheiten und Verteidigung (2007). Er war außerdem Vizevorsitzender (fuku-daihyō) der Demokratischen Partei und ist Vorsitzender des Präfekturverbandes Nagano.
Kitazawa gehört zu den Befürwortern einer Lockerung der in den Drei Prinzipien des Waffenexports festgehaltenen Waffenexportbeschränkungen. Premierminister Naoto Kan hatte eine Lockerung des Exportverbots zeitgleich mit den neuen Verteidigungsrichtlinien geplant, die im Dezember 2010 vorgestellt wurden, aber zunächst vertagt.
Zur Sangiin-Wahl 2016 trat Kitazawa nicht mehr an.